# Madan (gmina)
Madan (bułg.: Община Мадан)  − gmina w południowej Bułgarii, w obwodzie Smolan.

## Miejscowości
Miejscowości wchodzące w skład gminy Madan:
- Arpadżik (bułg.: Арпаджик),
- Borika (bułg.: Борика),
- Borinowo (bułg.: Бориново),
- Borowina (bułg.: Боровина),
- Bukowa poljana (bułg.: Букова поляна),
- Bukowo (bułg.: Буково),
- Cirka (bułg.: Цирка),
- Czurka (bułg.: Чурка),
- Dirało (bułg.: Дирало),
- Diszlijci (bułg.: Дишлийци),
- Dolie (bułg.: Долие),
- Gabrina (bułg.: Габрина),
- Galiszte (bułg.: Галище),
- Kasapsko (bułg.: Касапско),
- Koriite (bułg.: Кориите),
- Krajna (bułg.: Крайна),
- Kruszew doł (bułg.: Крушев дол),
- Kupen (bułg.: Купен),
- Leska (bułg.: Леска),
- Lesztak (bułg.: Лещак),
- Liwade (bułg.: Ливаде),
- Łowci (bułg.: Ловци),
- Madan (bułg.: Мадан) - siedziba gminy,
- Mile (bułg.: Миле),
- Mitowska (bułg.: Митовска),
- Mygliszta (bułg.: Мъглища),
- Peczinska (bułg.: Печинска),
- Petrow doł (bułg.: Петров дол),
- Płaninci (bułg.: Планинци),
- Rawnił (bułg.: Равнил),
- Rawniszta (bułg.: Равнища),
- Rawno niwiszte (bułg.: Равно нивище),
- Rustan (bułg.: Рустан),
- Srednogorci (bułg.: Средногорци),
- Stajczin doł (bułg.: Стайчин дол),
- Studena (bułg.: Студена),
- Szarenska (bułg.: Шаренска),
- Tynkoto (bułg.: Тънкото),
- Uruczowci (bułg.: Уручовци),
- Wechtino (bułg.: Вехтино),
- Wisokite (bułg.: Високите),
- Wraninci (bułg.: Вранинци),
- Wyrba (bułg.: Върба),
- Wyrbina (bułg.: Върбина),
- Wyrgow doł (bułg.: Въргов дол).